# نظرية بنسون
نظرية بنسون في الكيمياء (بالإنجليزية: Benson Group Increment Theory) هي نظرية أو طريقة تستخدم حسابات الحرارة الناتجة عن التفاعلات الكيميائية . وهي تحسبها لمجوعات العناصر الداخلة في التفاعل بغرض حساب حرارة تكوين جزيئ ناتج من التفاعل . وهي طريقة تسهل تعيين حرارة التكوين نظريا من دون إجراء تجارب معملية مضنية.
تعتمد حرارة التكوين لمركب كيميائي على طاقة الترابط بين الذرات في الجزيئ ولذلك فهي تهمنا من وجهة فهم التكوين البنائي للجزيئات في الكيمياء وكذلك الفعالية الكيميائية للمواد . هي (حرارة  وقد قام سيدني بنسون و جيري بوس بصياغة تلك النظرية عام 1968 وعملا على تطويرها .
.
إلا أن النظرية تقريبية ولا تعطي دائما حرارة تكوين جزيئ بدقة كاملة ، فهي تستخدم في حدود .

## الفكرة
من أجل وصف خواص مركب معين عن طريق معرفة بنية الجزيئ منه ، يجزأ الجزيئ إلى مجموعات من الذرات يشارك كل منها في مقدار خاصية معينة . وتجمع تلك المقادير .
dasabhängt.

## مثال: الميثانول

Methanol

يتكون الميثانول من مجموعة هيدروكسيد مرتبطة مع ذرة كربون و مجموعة ميثيل ترتبط مع ذرة أكسجين في جزيئ الميثانول . تقدم مجموعة الهيدروكسيد طاقة قدرها -158,56 كيلو جول/مول ،وتقدم كل مجموعة ميثيل -42,19 كيلو جول/مول لإنثالبي تكوين المركب . ويتكون إنثالبي التكوين للميثانول من مجموع ما تأتي به المجموعتين ، فتبلغ يكون ح